# Botho zu Eulenburg

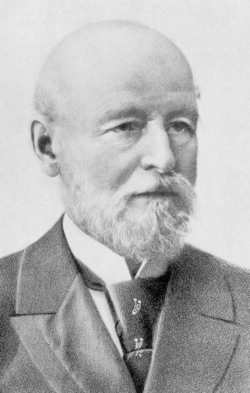
Botho zu Eulenburg

Botho Wend August Graf zu Eulenburg (Berlijn, 31 juli 1831 - aldaar, 5 november 1912) was een conservatief Pruisisch staatsman. Hij was de zoon van Botho Heinrich zu Eulenburg-Wicken en achterneef van Philipp zu Eulenburg (1847-1921).
Hij studeerde rechten, werd districtscommissaris in Deutsch-Krone en vertegenwoordigde dit district van 1865 tot 1870 in het Huis van Afgevaardigden, waarvan hij tweede vicepresident werd, en in 1867 in de Noord-Duitse Rijksdag.
Zijn oom Friedrich Albrecht zu Eulenburg stelde hem in het ministerie van Binnenlandse Zaken aan. In 1872 werd hij hoofd van het district Wiesbaden, in 1873 eerste president van de provincie Hannover en in 1875 Bezirkspräsident van Metz. Op 31 maart 1878 volgde hij zijn oom op als minister van Binnenlandse Zaken. In deze functie stelde hij de Socialistenwet op en verdedigde hij deze in oktober 1878 in de Rijksdag. Voorts trachtte hij de hervormingen van zijn oom voort te zetten. Hij raakte hierbij in conflict met Bismarck en legde daarom in februari 1881 zijn ambt neer. Kort daarop werd hij eerste president van Hessen-Nassau, een functie die hij tot 1892 uitoefende.
Na de val van Leo von Caprivi werd hij in 1892 premier van Pruisen, maar geen rijkskanselier, en minister van Binnenlandse Zaken. Vanwege het conflict over de sociaaldemocratische kwestie werd zowel Caprivi als Eulenburg in 1894 ontslagen. Daarna beperkte hij zich tot het Herrenhaus.
- Gemeinsame Normdatei: 116603887
- Virtual International Authority File: 32752660
- WorldCat: E39PBJrRbtpJbx36Jh768vtYfq

Friedrich von Schuckmann · Gustav von Brenn · Gustav Adolf Rochus von Rochow · Adolf Heinrich von Arnim-Boitzenburg · Ernst von Bodelschwingh-Velmede · Alfred von Auerswald · Friedrich von Kühlwetter · Franz August Eichmann · Otto Theodor von Manteuffel · Ferdinand von Westphalen · Eduard Heinrich von Flottwell · Maximilian von Schwerin-Putzar · Gustav Wilhelm von Jagow · Friedrich Albrecht zu Eulenburg · Botho zu Eulenburg · Robert von Puttkamer · Ludwig Herrfurt · Botho zu Eulenburg · Ernst von Koeller · Eberhard Recke von der Horst · Georg von Rheinbaben · Hans von Hammerstein-Loxten · Theobald von Bethmann Hollweg · Friedrich von Moltke · Johann von Dallwitz · Friedrich Wilhelm von Loebell · Bill Drews · Carl Severing · Albert Grzesinski · Heinrich Waentig · Carl Severing · Franz Bracht · Hermann Göring
Adolf Heinrich von Arnim-Boitzenburg · Ludolf Camphausen · Rudolf von Auerswald · Ernst von Pfuel · Friedrich Wilhelm von Brandenburg · Adalbert von Ladenberg (a.i.) · Otto Theodor von Manteuffel · Karel Anton van Hohenzollern-Sigmaringen · Adolf zu Hohenlohe-Ingelfingen (a.i.) · Otto von Bismarck · Albrecht von Roon · Otto von Bismarck · Leo von Caprivi · Botho zu Eulenburg · Chlodwig zu Hohenlohe-Schillingsfürst · Bernhard von Bülow · Theobald von Bethmann Hollweg · Georg Michaelis · Georg von Hertling · Max van Baden · Paul Hirsch · Heinrich Ströbel · Paul Hirsch · Otto Braun · Adam Stegerwald · Otto Braun · Wilhelm Marx · Otto Braun · Hermann Göring